# N2002
FOMA N2002（フォーマ・エヌ に まる まる に）は、NECによって開発された、NTTドコモの第三世代携帯電話 (FOMA) 端末製品である。開発コードネームは"neptune2"、アプリケーションMPUはV850Eと命名されている。

## 概要
N2001をベースにiモーションに対応させた機種。メインディスプレイが有機ELだったN2001に対し、こちらはTFD液晶が使われている。バックライトが必要な分だけ、N2001よりも若干分厚くなったが、大幅に軽量化されている。
マルチタスクやiモードとメールが同時にできるマルチアクセスに対応している。
現代の携帯電話では当たり前になった本体内蔵アンテナであるが、当時他メーカーで販売されていたFOMA端末（三菱・東芝）は伸縮式または本体から突出したアンテナを採用する中、本機は完全に内蔵式のアンテナを採用した。
アンテナは本体最下部にあり、通話マイクの下、つまり折り畳み携帯電話の「顎」にあたる部分に内蔵している。
本機は端末のセット内容に予備の電池パックが1個が設定されていた。これは連続待機時間が静止時で55時間という短さであったことから、その短さをカバーするために提供されていた。
発売当時はmovaサービスが主力であり、mova端末はカメラの搭載などかなりの成熟期にあった中、本機はカメラはおろか赤外線通信機能すらない非常にシンプルな構成であった。同時期のFOMA各端末にはそういった機能を搭載したり、ストレートデザインを採用するものもあったが、最終的には本機のようなシンプルな折り畳み型デザインやスライドデザインにカメラなどを搭載する形が主流となっていった。
松下通信工業との協業によってP2002というOEMモデルも発売された。

## 内蔵着信メロディー
- ルパン三世
- ラ・バンバ
- G線上のアリア
- TRUTH
- ミッション:インポッシブル2
- Summer
- ハンガリア舞曲
- 夜想曲
- アイネ・クライネ・ナハトムジーク
- 威風堂々

## 歴史
- 2001年（平成13年）
  - 8月8日 - テレコムエンジニアリングセンター(TELEC)による技術基準適合証明の工事設計認証（工事設計認証番号  XYAA0010）
  - 9月10日 - 電気通信端末機器審査協会(JATE)による技術基準適合認定の設計認証（設計認証番号  A01-0733JP）
  - 9月25日 - TELECによる技術基準適合証明の工事設計認証（工事設計認証番号 01XYAA1001）
  - 11月14日 - ドコモから発表。
  - 11月19日 - 関東地方で発売。
- 2010年（平成22年）3月31日 - 電池パックの提供終了。